# Tylda wietnamska

Jeden ze znaków Unicode wykorzystywanych do zapisu tyldy wietnamskiej

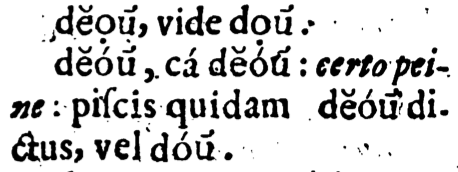
Przykład użycia tyldy wietnamskiej (Dictionarium Annamiticum Lusitanum et Latinum, 1645) – znak widoczny nad wyrazem dou᷃

Tylda wietnamska (nazywana również błędnie cyrkumfleksem, określana również łacińską nazwą apex, wiet. dấu sóng, dấu lưỡi câu) – znak diakrytyczny wykorzystywany w XVII- oraz XVIII-wiecznej ortografii wietnamskiej oznaczający nazalizację dźwięku na końcu wyrazu. We współczesnej ortografii wietnamskiej rolę tyldy wietnamskiej pełni umieszczany na końcu wyrazu, po literze, która dawniej byłaby diakrytyzowana tyldą wietnamską, dwuznak ng. Tyldy wietnamskiej nie należy mylić z tyldą używaną we współczesnym alfabecie wietnamskim (wiet. dấu ngã) do oznaczenia tonu wznoszącego glotalizowanego, zapożyczoną w tym celu z greki starożytnej.

## Unicode
Tylda wietnamska nie posiada własnego punktu kodowego Unicode, więc w celu zapisu tego znaku na komputerach wykorzystywano kilka innych, podobnych znaków:
| Znak | Unicode | Kod HTML | Nazwa unikodowa           |
| ---- | ------- | -------- | ------------------------- |
| ◌᷃    | U+1DC3  | &#x1dc3  | COMBINING SUSPENSION MARK |
| ◌̃    | U+0303  | &#x0303  | COMBINING TILDE           |
| ◌҃    | U+0483  | &#x0483  | COMBINING CYRILLIC TITLO  |
| ◌᷑    | U+1DD1  | &#x1dd1  | COMBINING UR ABOVE        |

Znak U+1DC3, pochodzący z głagolicy jest w szczególności wykorzystywany dla oznaczenia tyldy wietnamskiej w projektach Wikimedia Foundation.
W 2025 zaproponowano wprowadzenie nowego punktu kodowego Unicode dla tyldy wietnamskiej: U+1ADF COMBINING VIETNAMESE APEX.